# Indriði Einarsson
Indriði Einarsson (* 30. April 1851 in Húsabakki, Skagafjörður; † 31. März 1939 in Reykjavík) war ein isländischer Dramatiker der Spätromantik, Übersetzer und Beamter.

## Leben
Indriðis Eltern waren der Bauer Einar Magnusson und dessen Frau Evfemía (oder Eufemia) Gísladóttir. Er besuchte die Lateinschule in Reykjavík, wo Sigurður Guðmundsson ihn für die Literatur begeistern konnte. Großen Einfluss auf ihn übte auch Matthías Jochumsson aus. Indriði schrieb noch als Schüler sein erstes Theaterstück, Nýjársnóttin, das 1871 uraufgeführt wurde. Dieses Stück, das seine Motive aus Volkssagen bezieht, wurde später noch einmal überarbeitet und 1910 auch ins Deutsche übersetzt. Indriðis zweites, thematisch ähnliches Theaterstück Hellismenn, wurde 1873 uraufgeführt. Danach konnte er weniger Zeit in seine schriftstellerische Tätigkeit investieren, betätigte sich jedoch als Übersetzer und förderte Theatergruppen in Reykjavík.
Ab 1872 studierte Indriði Volkswirtschaftslehre in Kopenhagen. Dieses Studium schloss er 1877 mit Auszeichnung ab. Darauf folgte ein einjähriger Aufenthalt an der University of Edinburgh. Nach seiner Rückkehr nach Island erhielt Indriði eine Stelle als Finanzbeamter. Am 20. Juli 1880 heiratete er Martha Maria Gudjohnsen, die Tochter des Musikers Pétur Gudjohnsen. Das Paar hatte insgesamt acht Kinder. Drei Töchter, darunter Guðrún Indriðadóttir, wurden später Schauspielerinnen.
Als Volkswirt war Indriði an der Gründung zweier isländischer Banken, nämlich der Landsbanki und der Íslandsbanki, beteiligt. Außerdem gab er das statistische Jahrbuch Islands heraus. Von 1909 bis 1918 war er oberster Finanzbeamter Islands.
In den 1890er-Jahren verfasste Indriði wieder einige Theaterstücke. Internationale Beachtung fand Sverð og bagall, das als das erste historische Drama Islands gilt. Es wurde ins Deutsche, ins Dänische und als erstes isländisches Theaterstück auch ins Englische übersetzt.
Ab 1922 betätigte er sich vorwiegend als Übersetzer. Er übertrug zahlreiche Werke William Shakespeares in die Isländische Sprache. 1936 erschienen seine Memoiren sowie sein letztes Drama, Siðasti vikingurinn, eða Jörgen Jörgensen.

## Werke

### Dramen
- Nýjársnóttin (1871/1907; deutsch Neujahrsnacht, 1910)
- Hellismenn (1873)
- Systkinin í Fremsladal (1895)
- Sverð og bagall (1899; deutsch Schwert und Krummstab, 1900)
- Skipið sekkur (1902)
- Stúlkan í Tungu (1909)
- Dansinn í Hruna (1921)
- Siðasti vikingurinn, eða Jörgen Jörgensen (1936)

### Sonstiges
- Séð og lifað (Memoiren, 1936)